# Anu (Babylon)
Anoe, Anu of An was de oudste Mesopotamische godheid van het hemelgewelf. Zijn functie was Eerste onder de scheppers. Het zou een Akkadische naam zijn. Als epitheta had hij Hemelstier en de vruchtbare fokstier. Samen met Enlil, god van de lucht en Enki, god van het water, vormde deze een oorspronkelijk onafscheidelijke triade.
In de Soemerische kosmologie was er eerst en vooral de oerzee, waaruit de kosmische berg of wereldberg ontstond, bestaande uit 'An', hemel, en 'Ki', aarde. Anoe zou de afstammeling zijn van het eerste godenpaar dat door Nammu werd voortgebracht: Ansjar en Kisar. Ze werden gescheiden door Enlil. Daarop nam Anoe de hemel voor zich en Enlil de aarde.
Anoe verbleef in de hoogste hemel en was de koning en vader van de Anunnaki, de goden met wie hij beraad hield. Hij kon oordelen over wie zich had misdragen. Hij lag aan de oorsprong van de sterren die zoals soldaten de boosaardigen vernietigden. Anoe trok zich later meer en meer terug in de hogere sferen, het bestuur van het universum overlatend aan een jongere generatie goden: Mardoek (Bel) voor de aarde en Ea voor de wateren. Zijn metgezellin was Antu (Anatum), een creatiegodin, die later vervangen zou worden door Isjtar. Inanna wordt als zijn dochter beschouwd. Later werd Isjtar als zijn echtgenote beschouwd.
Zijn cultus was prominent verbonden met Uruk, het Bijbelse Erech, maar raakte op de achtergrond in de Babylonisch- Assyrische tijd, waar de cultus van Mardoek en Aššur overheersten. Toch zou er in de 3e eeuw v.Chr. een tijdelijke heropleving van de Anucultus hebben plaatsgevonden. Tempels van Anoe zijn te vinden in Uruk en ook in Aššur. 
In de Hurritische en Hettitische mythologie was Anoe respectievelijk de opvolger en hoveling van Alalu.
In de kunstvoorstellingen werd hij soms als een jakhals afgebeeld, en vaak met een koninklijke tiara, meestal versierd met twee paar stierenhoorns.